# Indochine (musikgrupp)
Indochine är ett franskt new wave-band bildat 1981. Bandets nuvarande sättning är Nicola Sirkis, Marc Eliard, Boris Jardel, Oli de Sat (Olivier Gérard) och den svenska trummisen Ludwig Dahlberg.
Indochine genomförde sin första spelning på klubben Le Rose Bonbon i Paris den 29 september 1981. Gruppen hade 1984 en hit i Sverige med låten "Kao Bang" och 1987 med "Les Tzars". Indochine har sålt över 10 miljoner skivor. På första skivan "L' Aventurier" finns ett inslag av svenska i låten "Leila".  Den senaste skivan är  "Babel Babel" som kom 2024.
Indochine är Frankrikes mest framgångsrika band och fick även en stor popularitet i Sverige som det enda icke franskspråkiga land där de har haft stora hits. Bandet upptäcktes av Torbjörn Sten, frankofil och musikskribent i ett fanzine, vid ett besök på ett skivbolag i Paris i början av 1980-talet. Sten presenterade Indochine för Klas Lunding som drev skivbolaget Stranded Rekords. Lunding gillade vad han hörde och skrev ett avtal med bandets franska skivbolag om att ge ut deras skivor i Sverige. Trots att låtarna sjöngs på franska blev "Kao Bang" och "Canary Bay" stora hits i Sverige med topp 10 placeringar på såväl Trackslistan som Sverigetopplistan och bandet skapade hysteri med hundratals skrikande fans när de kom till en spelning på Göta Lejon.

## Diskografi

### Studioalbum
- 1982 - L'Aventurier
- 1983 - Le Péril Jaune
- 1985 - 3
- 1987 - 7000 Danses
- 1990 - Le Baiser
- 1993 - Un jour dans notre vie
- 1996 - Wax
- 1999 - Dancetaria
- 2002 - Paradize
- 2005 - Alice & June
- 2009 - La République des Meteors
- 2013 - Black City Parade
- 2017 - 13
- 2024 - Babel Babel

### Livealbum
- 1986 - Indochine Au Zénith
- 1994 - Radio Indochine
- 1997 - INDO LIVE
- 2001 - Nuits Intimes
- 2004 - 3.6.3
- 2007 - Hanoï
- 2007 - Alice & June Tour
- 2010 - Le Meteor Sur Bruxelles

### Samlingsalbum
- 1991 - Le Birthday Album
- 1996 - Unita
- 1996 - Les Versions Longues